# Last of the Mobile Hot Shots
Pour plus de détails, voir Fiche technique et Distribution.
Last of the Mobile Hot Shots est un film américain réalisé par Sidney Lumet et sorti en 1970. Le scénario est adapté de la pièce de théâtre Le Paradis sur terre de Tennessee Williams.

## Fiche technique
- Titre alternatif : Blood Kin
- Réalisation : Sidney Lumet
- Scénario : Gore Vidal, d'après la pièce Le Paradis sur terre (The Seven Descents of Myrtle) de Tennessee Williams
- Musique : Quincy Jones
- Photographie : James Wong Howe
- Montage : Alan Heim
- Production : Warner Bros.
- Format : couleur (technicolor)
- Durée : 100 minutes
- Date de sortie :
  - États-Unis : 14 janvier 1970
- Classement : interdit aux moins de 17 ans[1]
- Affiche : Bill Gold (États-Unis)

## Distribution
- James Coburn : Jeb Stuart Thorington
- Lynn Redgrave : Myrtle Kane
- Robert Hooks : Chicken
- Perry Hayes : George
- Reggie King : Rube Benedict